# Geshe

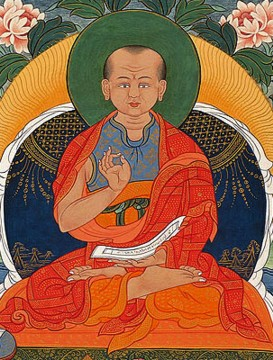
Monje Geshe Tibetano

Geshe (en tibetano dge bshes, abreviatura de dge bai bshes gnyen) o Geshema para las monjas es un grado académico otorgado a algunos monjes dentro del budismo tibetano. 
Este grado es enfatizado especialmente por el linaje gelug pero también en las tradiciones Sakia y en las Bon.
Puede también agregársele el sufijo "la", "geshe-la", significando "querido maestro".

## Historia
El título "geshe" fue dado a los grandes maestros kadampas como a Geshe Chekawa (1102-1176) quien compuso un importante texto de lojong (tib.: 'adiestramiento de la mente') llamado Adiestramiento de la mente en siete puntos, y a Geshe Langri Tangpa (dge bshes glang ri thang pa) (1054-1123)
El currículum de "Geshe" presenta una adaptación de los temas que se estudiaban en las grandes universidades monásticas como la de Nalanda, estos monasterios desaparecieron con la llegada del islamismo a la India, dejando al budismo tibetano continuar la tradición.
Anteriormente solo los hombres podían recibir el título de Geshe, no fue hasta el año 2016 que se otorgaron los primeros títulos de Geshemas.

## El currículum
Para obtener el título de "Geshe" se debe pasar por cinco estudios:
1. Abhidharma ("El Alto conocimiento")
  - "Compendio del Alto conocimiento" (Abhidharma Samucaya) de Asanga
  - "Tesoro del Alto Conocimiento" (Abhidharma Kosha) de Vasubandhu
2. Prajnaparamita ("La perfección de la sabiduría")
  - "Ornamento de la Realización Clara" (Abhisamaya Alankara) por Maitreya según Asanga
  - "Guía de las Obras del Bodhisatva" (Bodhisatvacaryavatara) de Shantideva
3. Madhyamaka ("El camino del medio")
  - "Sabiduría Fundamental del Camino Medio" (Mulamadhyamikakarika) de Nagarjuna
  - "Cuatroscientos versos de las semillas yogicas de los Bodhisatvas" (Catuhsataka) de Aryadeva
  - "Guía del Camino Medio" (Madhyamikavatara) de Chandrakirti
  - "Guía de las Obras del Bodhisatva" (Bodhisatvacaryavatara) de Shantideva
4. Pramana ("Los caminos del conocimiento")
  - "Comentario a la Cognición Válida" (Pramanavarttika) de Dharmakirti
  - "Compendio de la Cognición Válida" (Pramanasamucaya) de Dignaga
5. Vinaya ("Moralidad")
  - "La Raíz del Vinaya" del Pandita Gunaprabha

## Otorgamiento del grado
En la escuela Gelug no les es permitido a las personas laicas recibir el título. Para recibirlo los estudios varían de 12 a 40 años que consisten en la memorización de los textos mencionadas y de la habilidad de debate; al terminar sus estudios los futuros Geshes son examinados por el abad del monasterio y se les otorga uno de los títulos de Geshe según sus capacidades, estos son Dorampa, Lingtse, Tsorampa y Lharampa, este último siendo el más alto. A los candidatos a recibir el título no se les permite faltar a ninguna de las tres sesiones diarias del debate que se realizan durante los siguientes 8 meses.

## Geshemas
La mañana del 22 de diciembre de 2016 en Mundgod, India, monjes, monjas, geshes y personas laicas se reunieron en el Monasterio de Drepung para el evento histórico de la otorgación del título. Veinte monjas de la escuela Gelug de budismo de cinco diferentes conventos de India y Nepal, recibieron el título de geshema de las manos del Dalái lama. Hasta esta ceremonia solo los monjes podían recibir este título.
- Datos: Q1167703
- Multimedia: Geshes / Q1167703